# Orthetrum azureum
Orthetrum azureum is een libellensoort uit de familie van de korenbouten (Libellulidae), onderorde echte libellen (Anisoptera).
De soort staat op de Rode Lijst van de IUCN als niet bedreigd, beoordelingsjaar 2008.
De wetenschappelijke naam Orthetrum azureum is voor het eerst geldig gepubliceerd in 1842 door Rambur.